# Mehrkampf

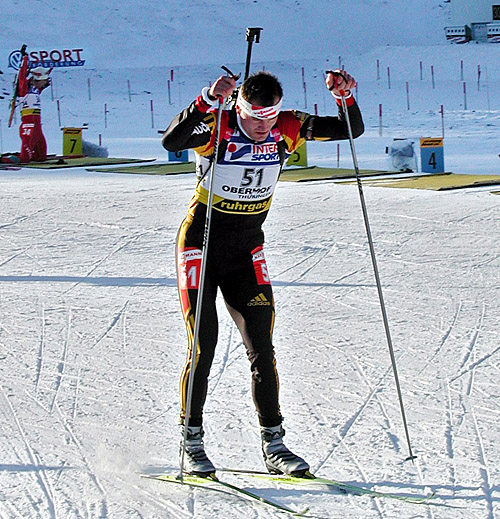
Biathlet Sven Fischer bei einem Weltcup-Rennen 2003

Als Mehrkampf oder Kombinationssportart werden sportliche Wettbewerbe bezeichnet, bei denen von den Athleten mehrere verschiedene Sportarten oder verschiedene Disziplinen der gleichen Sportart absolviert werden, um basierend auf einer kombinierten Bewertung aller Teildisziplinen einen Gesamtsieger zu ermitteln.
In der Regel werden bei Mehrkampfsportarten die Einzeldisziplinen nacheinander absolviert. Bei vielen, aber nicht bei allen, Mehrkampfsportarten liegt zwischen den einzelnen Teilwettbewerben jeweils eine Pause zur Erholung der Sportler. Zur Bestimmung des Siegers wird bei einigen Mehrkampfwettbewerben nach einer Bewertung beziehungsweise Umrechnung der Einzelleistungen in Punkten eine Gesamtpunktzahl ermittelt. Alternativ dazu werden bei anderen Kombinationssportarten die Leistungen einer Disziplin in entsprechende Differenzen umgerechnet, die sich auf die Startreihenfolge und -abstände bei der folgenden Disziplin auswirken. Auch eine Addition der Zeitmessungen aus den Einzeldisziplinen oder eine gemeinsame Zeitmessung für alle Teildisziplinen ist möglich.
Mehrkampfwettbewerbe stellen über die jeweiligen Einzeldisziplinen hinaus besondere Anforderungen an die Vielseitigkeit der Athleten, da sie in der Regel Sportarten mit verschiedenen Belastungsformen und Bewegungsabläufen oder mit verschiedenen Ansprüchen wie Ausdauer, Kraft, Geschicklichkeit, Reaktionsfähigkeit, Präzision und Ästhetik miteinander kombinieren. Die meisten Sportarten, die Teil von Mehrkämpfen sind, werden bei internationalen Wettbewerben und Olympischen Spielen auch unabhängig vom jeweiligen Mehrkampf als Einzeldisziplin ausgetragen. Es gibt jedoch nur wenige Sportler, die Mehrkämpfe und parallel dazu eine oder mehrere der entsprechenden Einzelsportarten auf Leistungssportniveau betreiben.

## Mehrkämpfe als olympische Sportarten

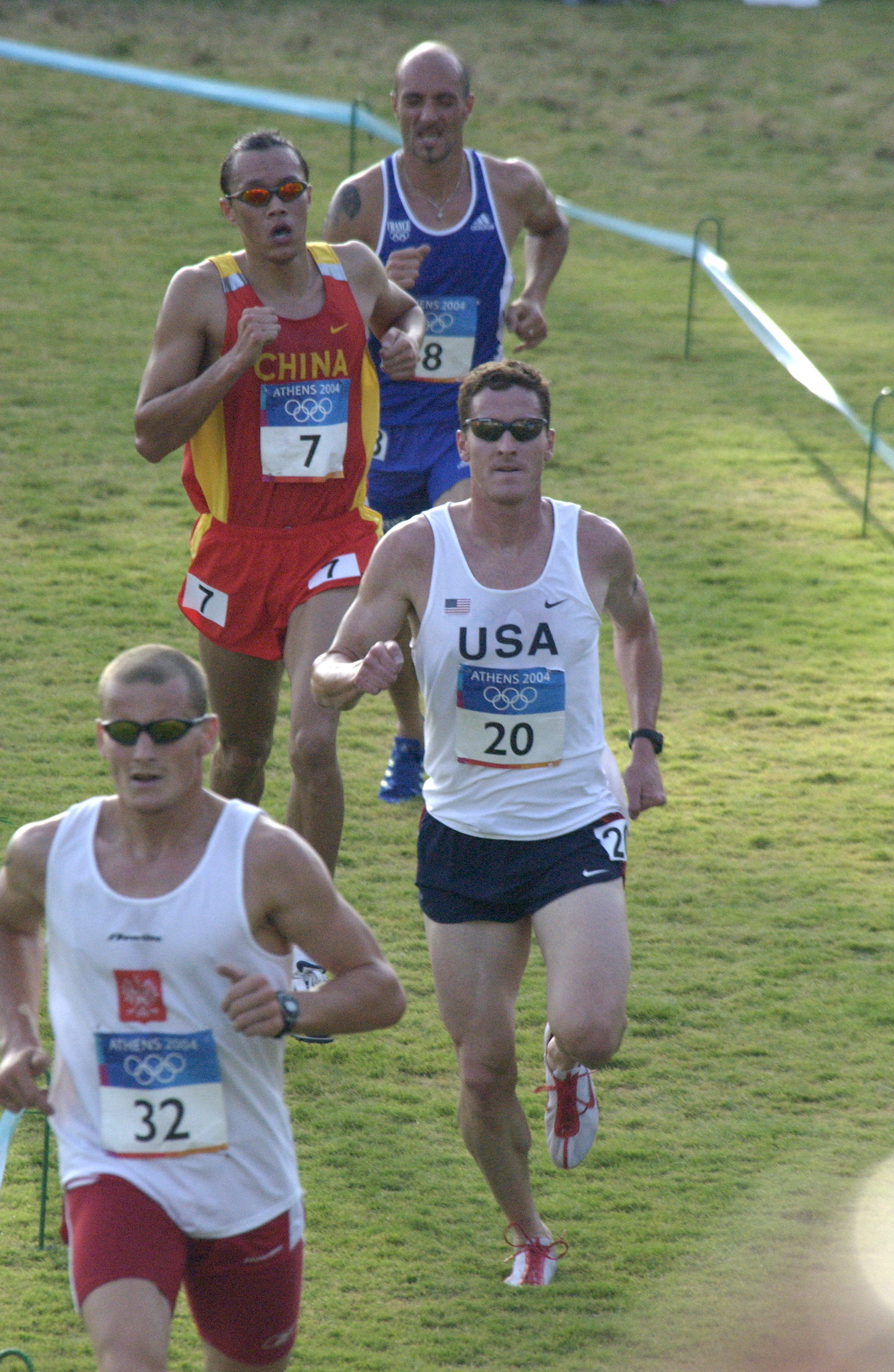
Crossläufer beim Modernen Fünfkampf, Olympische Spiele 2004

Die folgenden Mehrkampfwettbewerbe sind Teil des Programms der Olympischen Spiele:
- der Zehnkampf (Dekathlon) der Männer, eine Kombination aus zehn verschiedenen Leichtathletikdisziplinen (100-Meter-Lauf, Weitsprung, Kugelstoß, Hochsprung, 400-Meter-Lauf, 110-Meter-Hürdenlauf, Diskuswurf, Stabhochsprung, Speerwurf, 1500-Meter-Lauf), die an zwei Tagen absolviert werden
- der Siebenkampf (Heptathlon) der Frauen, analog zum Zehnkampf eine Kombination aus sieben verschiedenen Leichtathletikdisziplinen (100-Meter-Hürdenlauf, Hochsprung, Kugelstoß, 200-Meter-Lauf, Weitsprung, Speerwurf, 800-Meter-Lauf), die ebenfalls an zwei Tagen absolviert werden
- der Moderne Fünfkampf (Pentathlon), ein aus den Disziplinen Degenfechten, Pistolenschießen, Schwimmen, Springreiten und Querfeldeinlauf bestehender Wettkampf, der heutzutage in der Regel an einem Tag ausgetragen wird
- das Vielseitigkeitsreiten, früher auch als Military bezeichnet, bestehend aus Teilprüfungen in den Reitsportdisziplinen Dressur, Geländeritt und Springreiten
- der auch als olympischer Sechskampf bezeichnete Mehrkampf im Gerätturnen der Männer, bestehend aus Kürwettbewerben in den Disziplinen Boden, Sprung, Barren, Seitpferd, Ringe und Reck
- analog zum Sechskampf der Männer der olympische Vierkampf im Gerätturnen der Frauen, bestehend aus Kürwettbewerben in den Disziplinen Boden, Sprung, Stufenbarren und Schwebebalken
- der aus den Disziplinen Reißen und Stoßen bestehende Zweikampf im Gewichtheben
- der Triathlon, der die drei Ausdauersportarten Schwimmen, Radfahren und Laufen in einem Wettbewerb vereint, bei dem sie ohne Pause zwischen den einzelnen Disziplinen absolviert werden
- der Biathlon, eine Kombination aus Sportschießen und Skilanglauf, bei der beide Teildisziplinen parallel ausgetragen werden
- die Nordische Kombination, ein aus den Disziplinen Skispringen und Skilanglauf bestehender Wettbewerb
- die Alpine Kombination, die sich aus einem Abfahrts- und einem Slalomlauf zusammensetzt
- das Lagenschwimmen, bei dem in einem Schwimmwettbewerb gleich lange Streckenabschnitte in den Schwimmstilen Schmetterling, Rücken, Brust und Freistil zurückgelegt werden
- das Omnium im Bahnradsport, bestehend aus den Disziplinen 250 m fliegend, Punktefahren, Ausscheidungsfahren, Einerverfolgung, Scratch und Zeitfahren
- die Kombination im Klettern, bestehend aus Speedklettern, Bouldern und Leadklettern

Ein aus zehn Leichtathletikdisziplinen bestehender Vielseitigkeitszehnkampf fand erstmals bei den Olympischen Spielen 1904 statt. Der Zehnkampf in seiner heutigen Form und Zusammensetzung wurde ebenso wie der Moderne Fünfkampf und das Vielseitigkeitsreiten zum ersten Mal bei den Olympischen Spielen 1912 ausgetragen. Jüngste olympische Mehrkampfsportarten sind aktuell der Triathlon, der seit den Olympischen Spielen 2000 zum olympischen Programm gehört, und die bei den Olympischen Spielen 2020 neu hinzugekommene Kombination im Klettern.
Bei den Olympischen Winterspielen 1948 wurde als winterliche Entsprechung zum Modernen Fünfkampf einmalig auch ein Winter-Pentathlon als Demonstrationssportart ausgetragen. Mehrfach wurde auch ein Militärpatrouillenlauf ausgetragen (zuletzt 1948), aus dem sich später der Biathlon entwickelte.

## Mehrkämpfe des Deutschen Leichtathletik-Verbandes
Der Deutsche Leichtathletik-Verband (DLV) hat in der Deutschen Leichtathletik-Ordnung (DLO) die Bezeichnung und Zusammensetzung von Mehrkämpfen alters- und geschlechtsabhängig festgelegt.
Die Leistungen der Mehrkämpfe der Männer, Frauen, Senioren, Jugend U20 und U18 werden nach den Internationalen Mehrkampf-Punktetabellen (Scoring Tables for Combined Events) von World Athletics gewertet soweit es sich um Zehn-, Sieben- oder Fünfkämpfe handelt. Die Leistungen der übrigen Mehrkämpfe sowie die der Altersklassen der Jugend U16, U14 und jünger werden nach der Nationalen Punktetabelle gewertet.
Angehörige der Altersklassen der Senioren können an Wettbewerben auch einer jüngeren Altersklasse der Senioren oder in der Altersklasse der Männer bzw. Frauen teilnehmen. Bei derselben Veranstaltung (dazu zählt auch eine die an zwei- oder mehr Tagen stattfindet) dürfen sie jedoch im gleichen Wettbewerb nur in einer Altersklasse starten.

### Mehrkampf weiblich
| Kinder U10                         | Kinder U12                                                                   | Kinder U12                                                                   | Jugend U14                                                                   | Jugend U14                                                                   | Jugend U16 | Jugend U16 |
| W9, 8 u. j.                        | W10                                                                          | W11                                                                          | W12                                                                          | W13                                                                          | W14 | W15 |
| Mehrkampf                          | Mehrkampf                                                                    | Mehrkampf                                                                    | Mehrkampf                                                                    | Mehrkampf                                                                    | Mehrkampf | Mehrkampf |
| ---------------------------------- | ---------------------------------------------------------------------------- | ---------------------------------------------------------------------------- | ---------------------------------------------------------------------------- | ---------------------------------------------------------------------------- | --- | --- |
| Dreikampf 50 m / Weit / Schlagball | Dreikampf 50 m / Weit / Schlagball Vierkampf 50 m / Weit / Hoch / Schlagball | Dreikampf 50 m / Weit / Schlagball Vierkampf 50 m / Weit / Hoch / Schlagball | Dreikampf 75 m / Weit / Schlagball Vierkampf 75 m / Weit / Hoch / Schlagball | Dreikampf 75 m / Weit / Schlagball Vierkampf 75 m / Weit / Hoch / Schlagball | Dreikampf 100 m / Weit / Ball Vierkampf 100 m / Weit / Kugel / Hoch Siebenkampf 100 m / Weit / Kugel / Hoch / 80 m H / Speer / 800 m | Dreikampf 100 m / Weit / Ball Vierkampf 100 m / Weit / Kugel / Hoch Siebenkampf 100 m / Weit / Kugel / Hoch / 80 m H / Speer / 800 m |

| Jugend U18 | Jugend U20 | Frauen/U23 | Seniorinnen (Masters) |
| W17/16 | W19/18 | Frauen/U23 | W30/+5 J. |
| Mehrkampf | Mehrkampf | Mehrkampf | Mehrkampf |
| --- | --- | --- | --- |
| Dreikampf 100 m / Weit / Kugel Vierkampf 100 m H / Hoch / Kugel / 200 m Siebenkampf 100 m H / Hoch / Kugel / 200 m / Weit / Speer / 800 m | Dreikampf 100 m / Weit / Kugel Vierkampf 100 m H / Hoch / Kugel / 200 m Siebenkampf 100 m H / Hoch / Kugel / 200 m / Weit / Speer / 800 m | Fünfkampf 100 m / Hoch / Kugel / Weit / 800 m Fünfkampf (Halle) 60 m H / Hoch / Kugel / Weit / 800 m Siebenkampf 100 m H / Hoch / Kugel / 200 m / Weit / Speer / 800 m | Dreikampf 100 m / Weit / Kugel Fünfkampf 100 m / Hoch / Kugel / Weit / 800 m Wurf-Fünfkampf Hammer / Kugel / Diskus / Speer / Gewichtwurf |

### Mehrkampf männlich
| Kinder U10                         | Kinder U12                                                                   | Kinder U12                                                                   | Jugend U14                                                       | Jugend U14                                                       | Jugend U16 | Jugend U16 |
| M9, 8 u. j.                        | M10                                                                          | M11                                                                          | M12                                                              | M13                                                              | M14 | M15 |
| Mehrkampf                          | Mehrkampf                                                                    | Mehrkampf                                                                    | Mehrkampf                                                        | Mehrkampf                                                        | Mehrkampf | Mehrkampf |
| ---------------------------------- | ---------------------------------------------------------------------------- | ---------------------------------------------------------------------------- | ---------------------------------------------------------------- | ---------------------------------------------------------------- | --- | --- |
| Dreikampf 50 m / Weit / Schlagball | Dreikampf 50 m / Weit / Schlagball Vierkampf 50 m / Weit / Hoch / Schlagball | Dreikampf 50 m / Weit / Schlagball Vierkampf 50 m / Weit / Hoch / Schlagball | Dreikampf 75 m / Weit / Ball Vierkampf 75 m / Weit / Hoch / Ball | Dreikampf 75 m / Weit / Ball Vierkampf 75 m / Weit / Hoch / Ball | Dreikampf 100 m / Weit / Ball Vierkampf 100 m / Weit / Kugel / Hoch Neunkampf 100 m / Weit / Kugel / Hoch / 80 m H / Diskus / Stab / Speer / 1000 m | Dreikampf 100 m / Weit / Ball Vierkampf 100 m / Weit / Kugel / Hoch Neunkampf 100 m / Weit / Kugel / Hoch / 80 m H / Diskus / Stab / Speer / 1000 m |

| Jugend U18 | Jugend U20 | Männer/U23 | Senioren (Masters) |
| M17/16 | M19/18 | Männer/U23 | M30/+5 J. |
| Mehrkampf | Mehrkampf | Mehrkampf | Mehrkampf |
| --- | --- | --- | --- |
| Dreikampf 100 m / Weit / Kugel Fünfkampf 100 m / Weit / Kugel / Hoch / 400 m Zehnkampf 100 m / Weit / Kugel / Hoch / 400 m / 110 m H / Diskus / Stab / Speer / 1500 m | Dreikampf 100 m / Weit / Kugel Fünfkampf 100 m / Weit / Kugel / Hoch / 400 m Zehnkampf 100 m / Weit / Kugel / Hoch / 400 m / 110 m H / Diskus / Stab / Speer / 1500 m | Fünfkampf Weit / Speer / 200 m / Diskus / 1500 m Fünfkampf (Halle) 60 m H / Weit / Kugel / Hoch / 1000 m Siebenkampf (Halle) 60 m / Weit / Kugel / Hoch / 60 m H / Stab / 1000 m Zehnkampf 100 m / Weit / Kugel / Hoch / 400 m / 110 m H / Diskus / Stab / Speer / 1500 m | Dreikampf 100 m / Weit / Kugel Fünfkampf 200 m / Weit / Speerwurf / Diskus / 1500 m Wurf-Fünfkampf Hammer / Kugel / Diskus / Speer / Gewichtwurf |

## Mehrkämpfe des Deutschen Turner-Bunds
Seit Gründung des Deutschen Turner-Bunds 1848 ist im Verband die Zielsetzung aktiv, dass es neben dem Geräteturner auch Mehrkämpfer geben soll, um damit den Vorstellungen vom allseits gebildeten Turner zu entsprechen. Alle gemischten Mehrkämpfe, die aus den Sportarten Gerätturnen, Leichtathletik und Schwimmen bestehen, werden Jahn-Wettkämpfe oder kurz „Jahnkämpfe“ genannt. Die so genannten „Deutschen Mehrkämpfe“ umfassen eine gleiche Anzahl von Disziplinen aus den Sportarten Gerätturnen und Leichtathletik.
Die folgenden Mehrkampfdisziplinen werden in Deutschland als Meisterschaften ausgetragen:
- Jahn-Neunkampf (für Männer und Frauen), bestehend aus Bodenturnen, Pferdsprung, Barren, 100-Meter-Lauf, Weitsprung, Kugelstoß, Schwimmen, 25-Meter-Streckentauchen und Kunstspringen
- Jahn-Sechskampf (für männliche und weibliche Jugend) bestehend aus Bodenturnen, Barren, Sprint, Kugelstoß, Schwimmen und Kunstspringen
- Deutscher Achtkampf (für Männer und Frauen), der vier Disziplinen des Gerätturnens und vier leichtathletische Disziplinen vereint, und zwar Boden, Pferdsprung, Barren, Reck (für Männer) beziehungsweise Schwebebalken (für Frauen), 100-Meter-Lauf, Weitsprung, Kugelstoß, und Schleuderballwurf
- Deutscher Sechskampf (für männliche und weibliche Jugend), bestehend aus drei Disziplinen des Gerätturnens und drei leichtathletischen Disziplinen
- Deutscher Zwölfkampf, bestehend aus je zwei Pflichtübungen und einer Kürübung an Reck, Barren und Pferd, einer Frei- oder Handgerätübung (als Pflicht- oder Kürübung) und zwei leichtathletischen Übungen
- Leichtathletik-Fünfkampf, bestehend aus Sprint, Weitsprung, Schleuderballwurf, Kugelstoß und Langstreckenlauf (1000 oder 2000 Meter)
- Schwimmerischer Mehrkampf oder Schwimmerischer Fünfkampf, bestehend aus drei Schwimmdisziplinen unterschiedlicher Stilart, Streckentauchen und Kunstspringen
- Friesenkampf, bestehend aus Luftgewehrschießen, Kugelstoß, Lauf, Schwimmen und Degen-Fechten

## Sonstige Mehrkämpfe
Zu den Mehrkampf- beziehungsweise Kombinationssportarten zählen weiterhin:
- Laser Run, bei dem Laufen und Schießen mit einer Laserpistole direkt nacheinander ausgetragen und mehrfach wiederholt werden.
- Aquathlon, bei dem Laufen – Schwimmen – Laufen als Ausdauerwettkampf durchgeführt werden.
- Biathle, bei dem Laufen – Schwimmen – Laufen auf kürzeren Distanzen absolviert werden.
- Triathle, bei dem die Disziplinen Schießen, Schwimmen und Laufen direkt nacheinander ausgetragen und mehrfach wiederholt werden.
- Duathlon, der analog zum Triathlon die Sportarten Mittelstreckenlauf und Radfahren in der Reihenfolge Laufen – Radfahren – Laufen in einem Wettbewerb kombiniert.
- Skiduathlon, der die Skilanglaufstile Klassisch und Freistil in einem Verfolgungsrennen vereint, bei dem nach der Hälfte der Distanz die Ausrüstung und die Lauftechnik gewechselt werden.
- der Schottische Mehrkampf der Highland Games, der mindestens aus den Disziplinen Baumstammwerfen, Steinstoßen und Hammerwerfen besteht.
- Nationalturnen in der Schweiz, bei dem Turnen mit den traditionellen Kraftsportarten Schwingen und Steinstoßen kombiniert wird.
- Tanzsportturniere über „zehn Tänze“ werden auch „Kombination“ genannt, da sowohl die Standard- als auch die Lateinamerikanischen Tänze getanzt werden, welche sich technisch sehr voneinander unterscheiden.
- Sprintvierkampf der Eisschnellläufer, ein aus zwei Disziplinen (500 und 1000 Meter) bestehender Wettbewerb, der an zwei Tagen je zweimal absolviert wird.
- Kleiner- und Großer Vierkampf der Eisschnellläufer, ein aus vier Disziplinen (500 bis 10.000 Meter) bestehender Wettbewerb, der an zwei/drei Tagen absolviert wird.
- Vierkampf, bestehend aus den vier Disziplinen 3-Kilometer-Geländelauf, 50-Meter-Freistilschwimmen, Dressurreiten und Springreiten.
- Para-Ski, eine Kombinationssportart aus Riesenslalom und Fallschirm-Zielspringen im alpinen Gelände
- leichtathletische Mehrkämpfe im Schülerbereich, die als Achtkampf (M15/M14) oder so genannte Blockwettkämpfe („Sprint/Sprung“, „Lauf“ sowie „Wurf“) ausgetragen werden. Letztere bestehen aus fünf Disziplinen, wobei immer ein Kurzsprint (in der Regel ein 100-Meter-Lauf), Weitsprung, ein Hürdenlauf (zumeist über 80 Meter) sowie zwei weiteren Disziplinen nach Auswahl (Hochsprung & Speerwurf, Mittelstreckenlauf & Ballwurf oder Diskuswurf & Kugelstoß) – absolviert werden.
- Racketlon, ein Wettkampf, bestehend aus den vier mit Schlägern gespielten Rückschlagsportarten Tennis, Badminton, Tischtennis und Squash.
- Schachboxen, eine Kampfsportart, bei der die beiden traditionellen Sportarten Schach und Boxen miteinander verbunden werden. Jeweils abwechselnd treten die Sportler in Schach- und Boxrunden gegeneinander an.

## Pentathlon in der Antike
Bei den Olympischen Spielen der Antike wurde der sogenannte Pentathlon ausgetragen. Dieser Fünfkampf bestand aus den Disziplinen Speerwurf, Sprung (mit Gewichten), Diskuswurf, Lauf und Ringen, wobei die Reihenfolge der Disziplinen und die genauen Regeln der Wettkämpfe nicht gesichert überliefert sind.

## Andere historische Mehrkämpfe
In der deutschen und der skandinavischen Mehrkampftraditionen stand die Vielseitigkeit im Vordergrund. Es wird daher mit nach oben geschlossenen Punktskalen gewertet, sodass sich die Spitzenleistung in einzelnen Disziplinen nicht lohnte, sondern in allen Disziplinen gute Leistungen erforderlich waren. Diese Tradition wurde innerhalb der Deutschen Turnerschaft im letzten Drittel des 19. Jahrhunderts ausgetragen, ehe sich nach und nach die sportliche Vorstellung, dass sich Spitzenleistungen auch lohnen müsse, durchsetzte. Diese Problematik zeigte sich auch noch bei den Olympischen Spielen 1912, wo die Tradition der Mehrkämpfe der Offiziere Schwedens und die anglo-amerikanische Mehrkampftradition aufeinandertrafen. Dasselbe Ideal der gleichmäßigen körperlichen Ausbildung zeigte sich z. B. auch beim beidhändigen Speerwurf, der ebenfalls nur bei den Olympischen Spielen 1912 in Stockholm zur Austragung kam.